# 寒河江知広
寒河江 知広（さがえ ともひろ、旧字体：知廣）は戦国時代の武将。寒河江氏13代。寒河江城主6代。

## 生涯

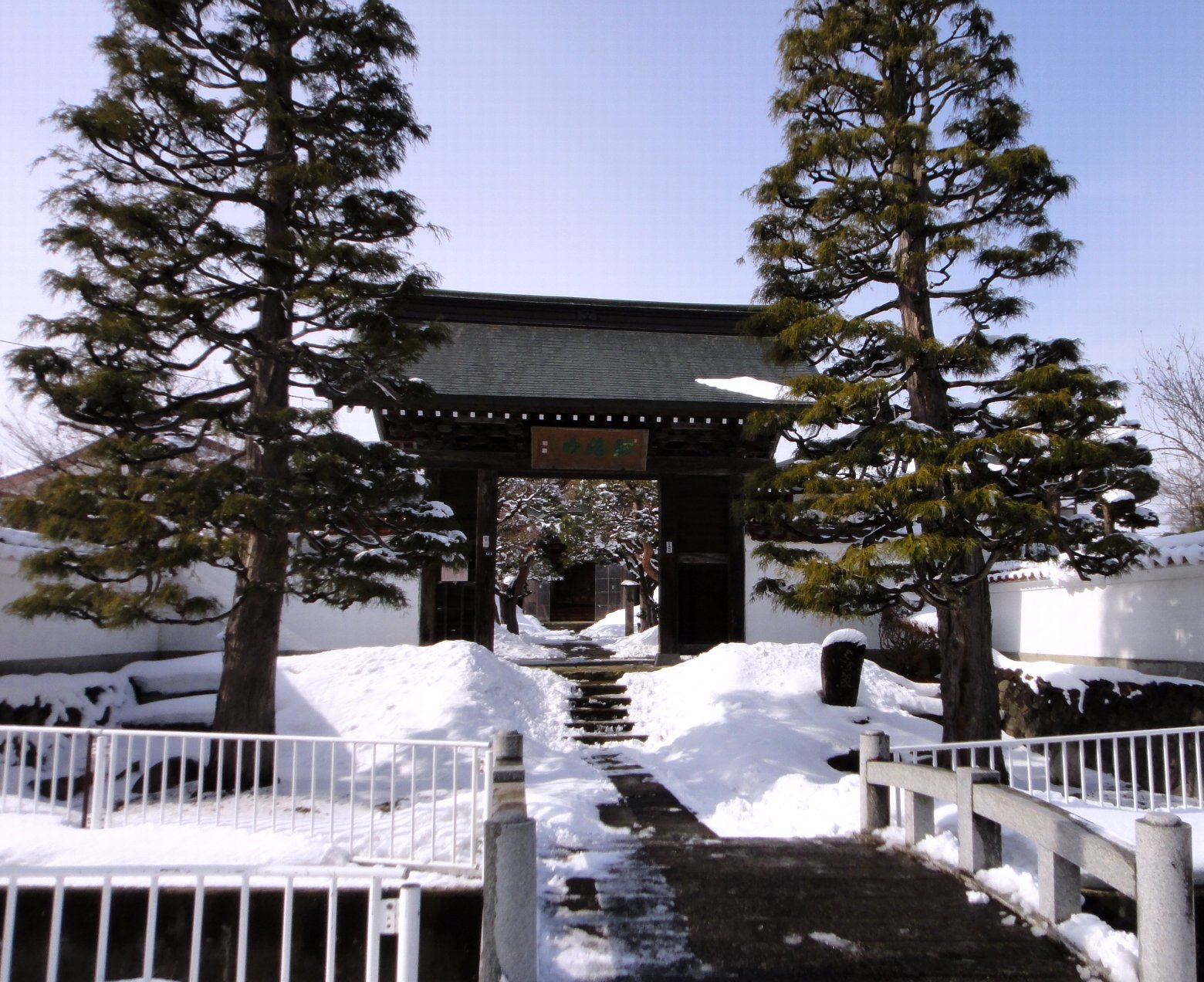
澄江寺（薬医門）

寒河江為広の長男として生まれ、文明18年（1486年）父の死により寒河江氏を継いだ。
長享3年（1489年）長州大寧寺に寺領を寄進し子院として澄江院を建立した。二親供養のためであったという。当時父の叔父にあたる全岩東純が大寧寺七世住職であった縁により行ったものである。同年大沼大行院の再建を行う。
明応3年（1494年）7月28日に没し跡を寒河江宗広が継いだ。長州に建立された澄江院であったが、没後夫人が願い出て寒河江に移し瑞龍山澄江寺と名を変えたという。

## 系譜
- 父： 寒河江為広
- 母： 不詳
- 妻： 不詳
  - 宗広 - 長男。太郎四朗、左京大夫、左近大夫将監、因幡守。寒河江城主7代。法名法泉寺殿悦巌喜公大居士。
  - 宗綱 - 2男。三郎四朗。永正2年（1505年）生害。法名正定院大峯。
  - 広直 - 3男。小四郎、兵庫頭。宗広の子孝広が幼少の間執政を務めた。
  - 女 - 中野氏（中野義建[3]）に嫁いだ。
  - 竹姫 - 早世。祐林寺で弔われた。

## 関連資料
- 寒河江市史編纂委員長 阿部酉喜夫『寒河江大江氏』、1988
- 寒河江市史編さん委員会『寒河江市史 上巻』、1994
- 寒河江市史編さん委員会『寒河江市史 大江氏ならびに関係史料』、2001